# Steve Jobs (film)
Pour les articles homonymes, voir Jobs et Steve Jobs.
Cet article concerne le film de Danny Boyle. Pour le film de Joshua Michael Stern (2013), voir Jobs (film).
Pour plus de détails, voir Fiche technique et Distribution.
Steve Jobs est un film américain réalisé par Danny Boyle et sorti en 2015. Il est consacré au personnage éponyme interprété par Michael Fassbender, et adapté par Aaron Sorkin de la biographie de Walter Isaacson, publiée en 2011. Le film est composé de trois actes décrivant trois importants lancements commerciaux ayant jalonné entre 1984 et 1998 la carrière de Steve Jobs, mais conserve comme fil conducteur les relations entre Jobs et sa fille Lisa. Chaque partie a été tournée avec des procédés et pellicules différents.
Steve Jobs reçoit des critiques globalement positives dans la presse. Il ne connait cependant pas le succès au box-office. Le film reçoit de nombreuses distinctions et obtient notamment le Golden Globe de la meilleure actrice dans un second rôle et le British Academy Film Award de la meilleure actrice dans un second rôle (tous deux pour Kate Winslet) et le Golden Globe du meilleur scénario.

## Synopsis
Quelques minutes avant les lancements médiatiques respectifs du Macintosh 128K (1984), du NeXT Computer (1988) et de l'iMac (1998), Steve Jobs s'entretient, parfois violemment, avec plusieurs interlocuteurs, en particulier Joanna Hoffman, sa fidèle responsable marketing, Steve Wozniak, son associé des débuts, Andy Hertzfeld, un des principaux membres de son équipe d'ingénieurs, John Sculley, le PDG d'Apple, et sa fille Lisa.

## Fiche technique
Sauf indication contraire, les informations mentionnées dans cette section peuvent être confirmées par la base de données cinématographiques IMDb,  présente dans la section « Liens externes ».
- Titre original : Steve Jobs
- Réalisation : Danny Boyle
- Scénario : Aaron Sorkin, d'après la biographie Steve Jobs de Walter Isaacson[2]
- Musique : Daniel Pemberton
- Photographie : Alwin H. Küchler
- Montage : Jon Harris
- Direction artistique : Guy Hendrix Dyas
- Décors : Gene Serdena
- Costumes : Suttirat Anne Larlarb
- Production : Danny Boyle,Guymon Casady, Christian Colson, Mark Gordon et Scott Rudin
- Sociétés de production : Management 360, The Mark Gordon Company, Scott Rudin Productions et Legendary Pictures
- Distribution : Universal Pictures (États-Unis), Universal Pictures France (France)
- Budget : 30 000 000 $
- Pays de production :  États-Unis
- Langue originale : anglais
- Format : couleur - 2,35:1 - 16 mm (1re partie) / 35 mm (2e partie) / numérique (3e partie)
- Genre : Biopic et drame
- Durée : 122 minutes
- Dates de sortie[3] :
  - États-Unis : 5 septembre 2015 (festival de Telluride) ; 9 octobre 2015 (sortie nationale)
  - France : 3 février 2016

## Distribution
- Michael Fassbender (VF : Laurent Maurel ; VQ : Marc-André Bélanger) : Steve Jobs[4]
- Kate Winslet (VF : Anneliese Fromont ; VQ : Valérie Gagné) : Joanna Hoffman [4]
- Seth Rogen (VF : Xavier Fagnon ; VQ : Tristan Harvey) : Steve Wozniak[4]
- Jeff Daniels (VF : Philippe Vincent ; VQ : Sébastien Dhavernas) : John Sculley[4]
- Michael Stuhlbarg (VF : Vincent Ropion) : Andy Hertzfeld[4]
- Katherine Waterston (VF : Charlotte Daniel ; VQ : Éveline Gélinas) : Chrisann Brennan, ex-petite-amie de Steve et mère de Lisa[4]
- John Ortiz (VF : Bernard Bollet ; VQ : Gilbert Lachance) : Joel Pforzheimer
- Makenzie Moss, Ripley Sobo et Perla Haney-Jardine : Lisa Brennan-Jobs, la fille de Steve, respectivement à 5, 9 et 19 ans[4]
- Sarah Snook (VF : Margot Faure) : Andrea Cunningham (en)[4]
- Adam Shapiro (VF : Loïc Guinguand) : Avie Tevanian[4]

 Source et légende : version française (VF) sur RS Doublage  et Symphonia Films ; version québécoise (VQ) sur Doublage.qc.ca

Photos des acteurs principaux
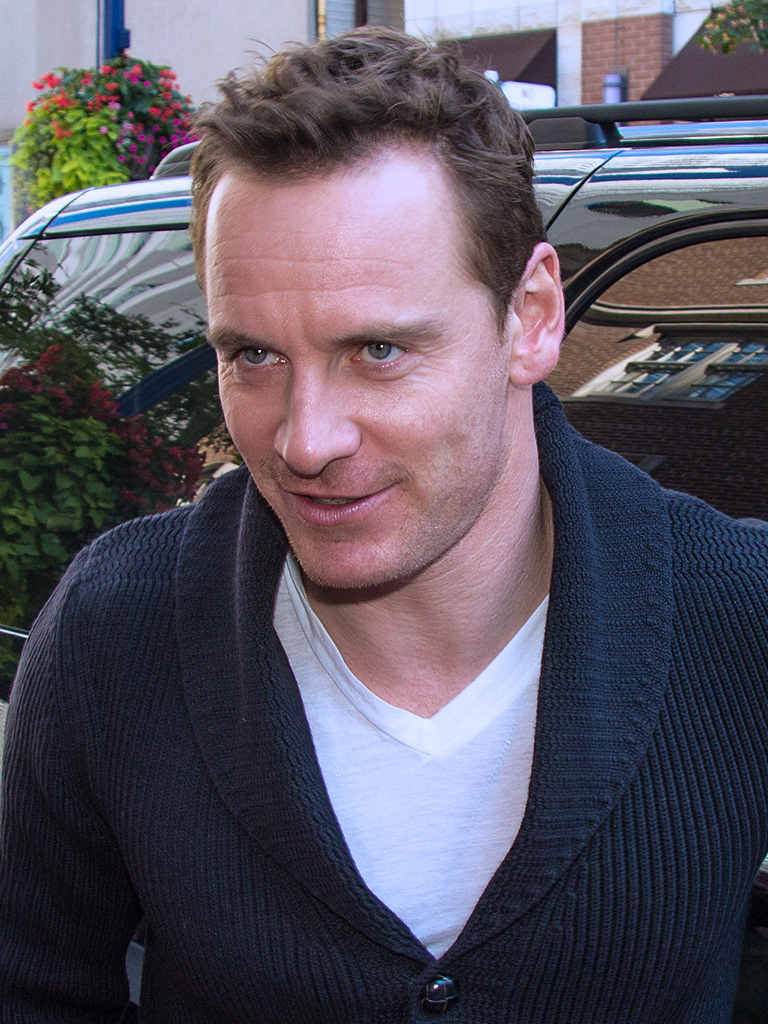
Michael Fassbender interprète Steve Jobs.
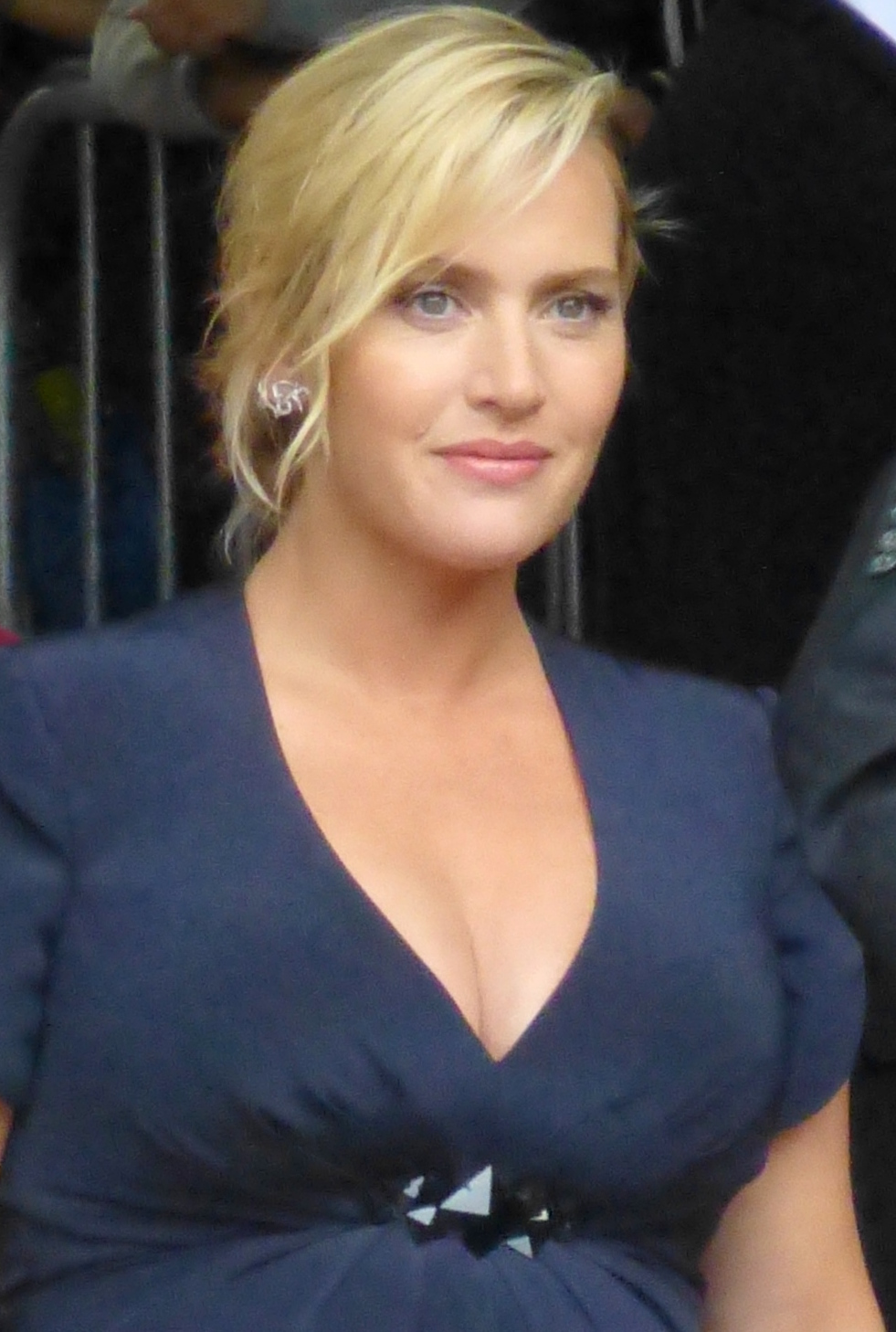
Kate Winslet interprète Joanna Hoffman.
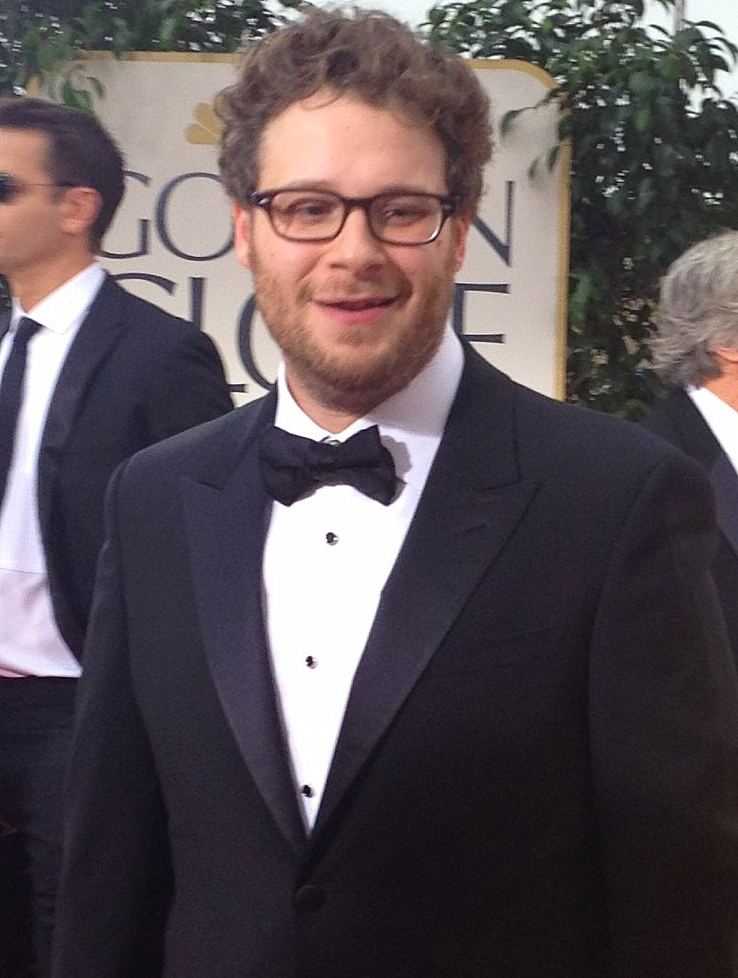
Seth Rogen interprète Steve Wozniak.
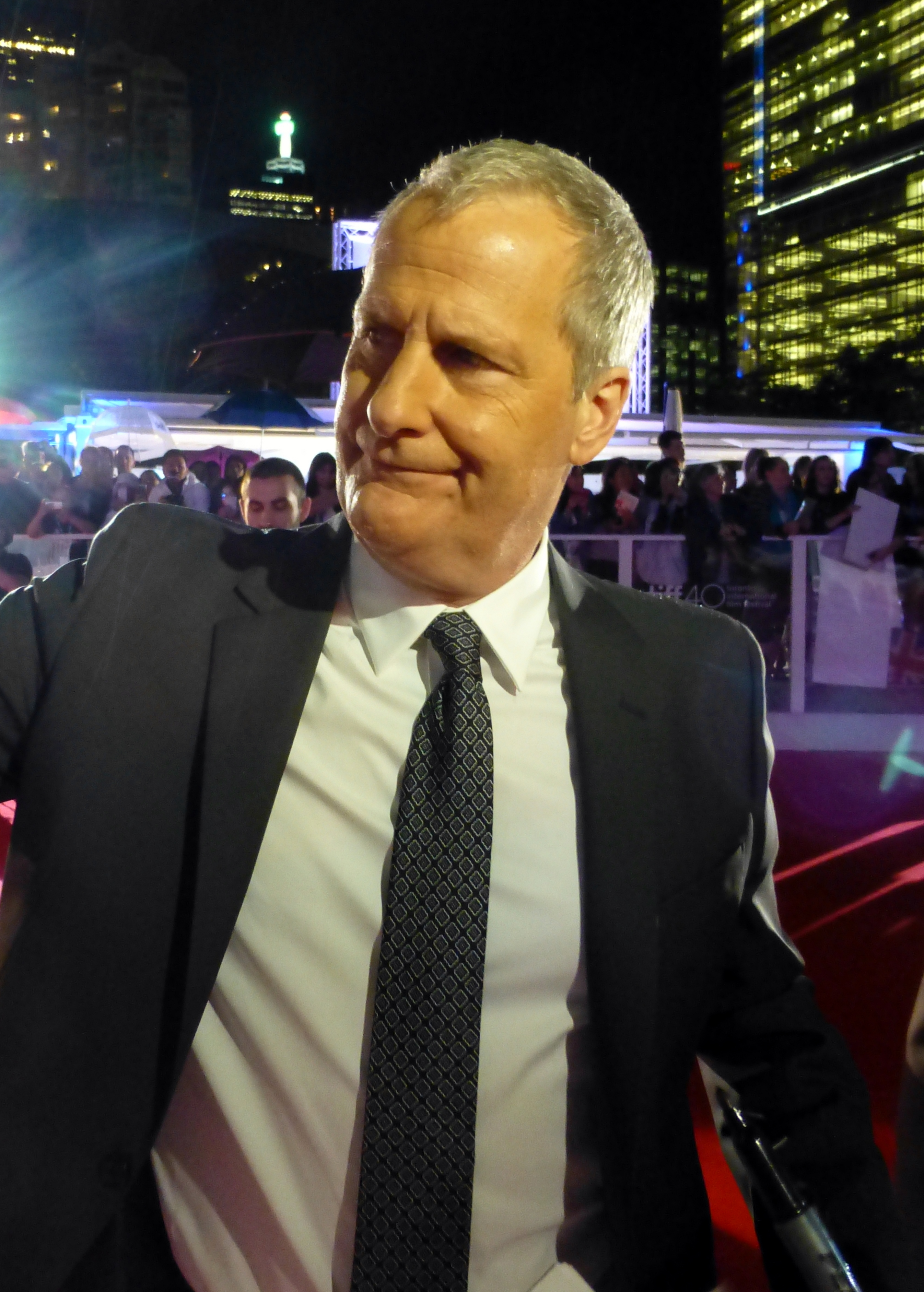
Jeff Daniels interprète John Sculley.
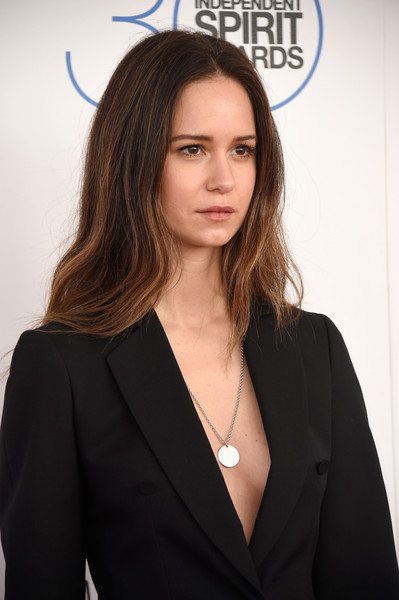
Katherine Waterston interprète Chrisann Brennan.
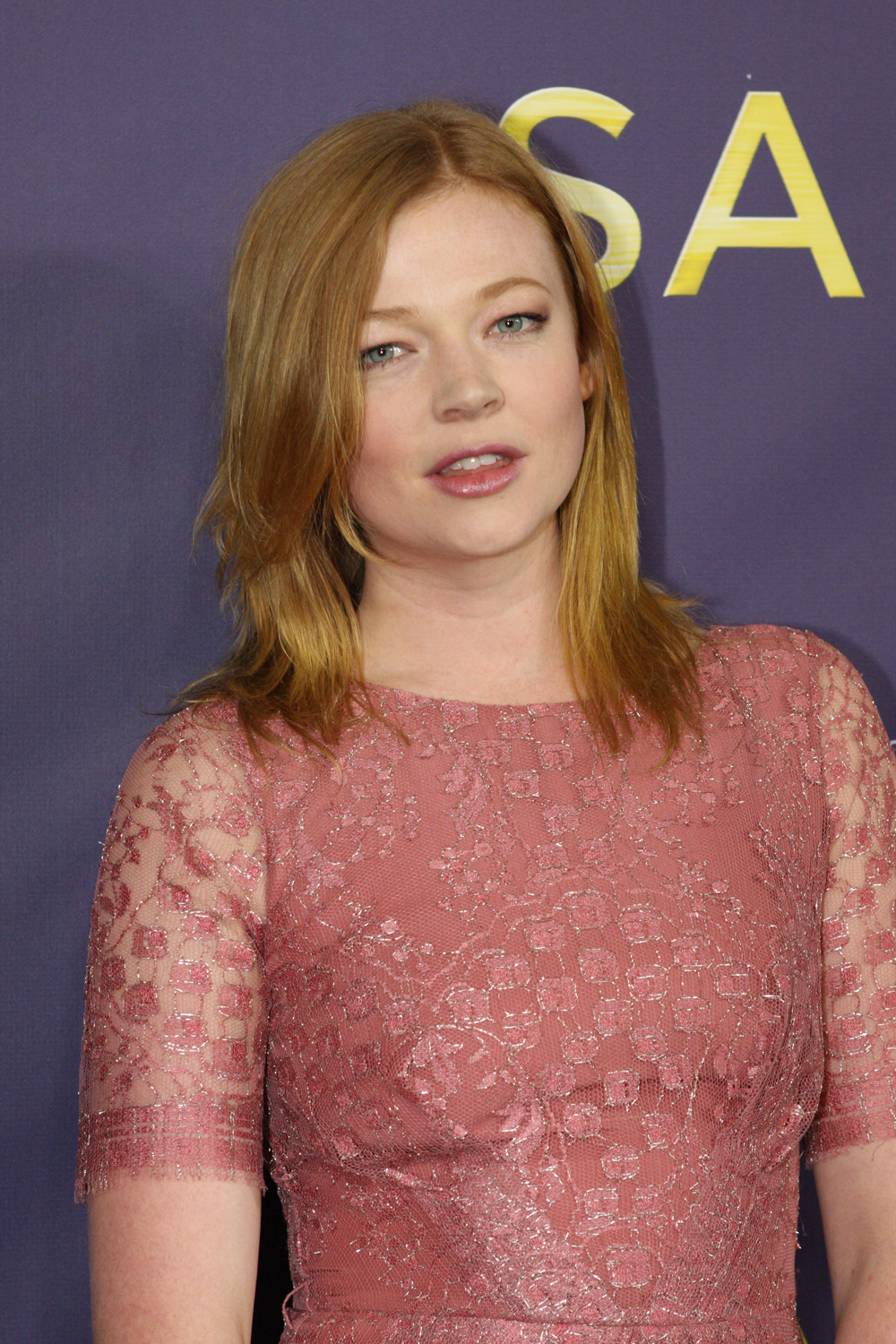
Sarah Snook interprète Andrea Cunningham.

## Production

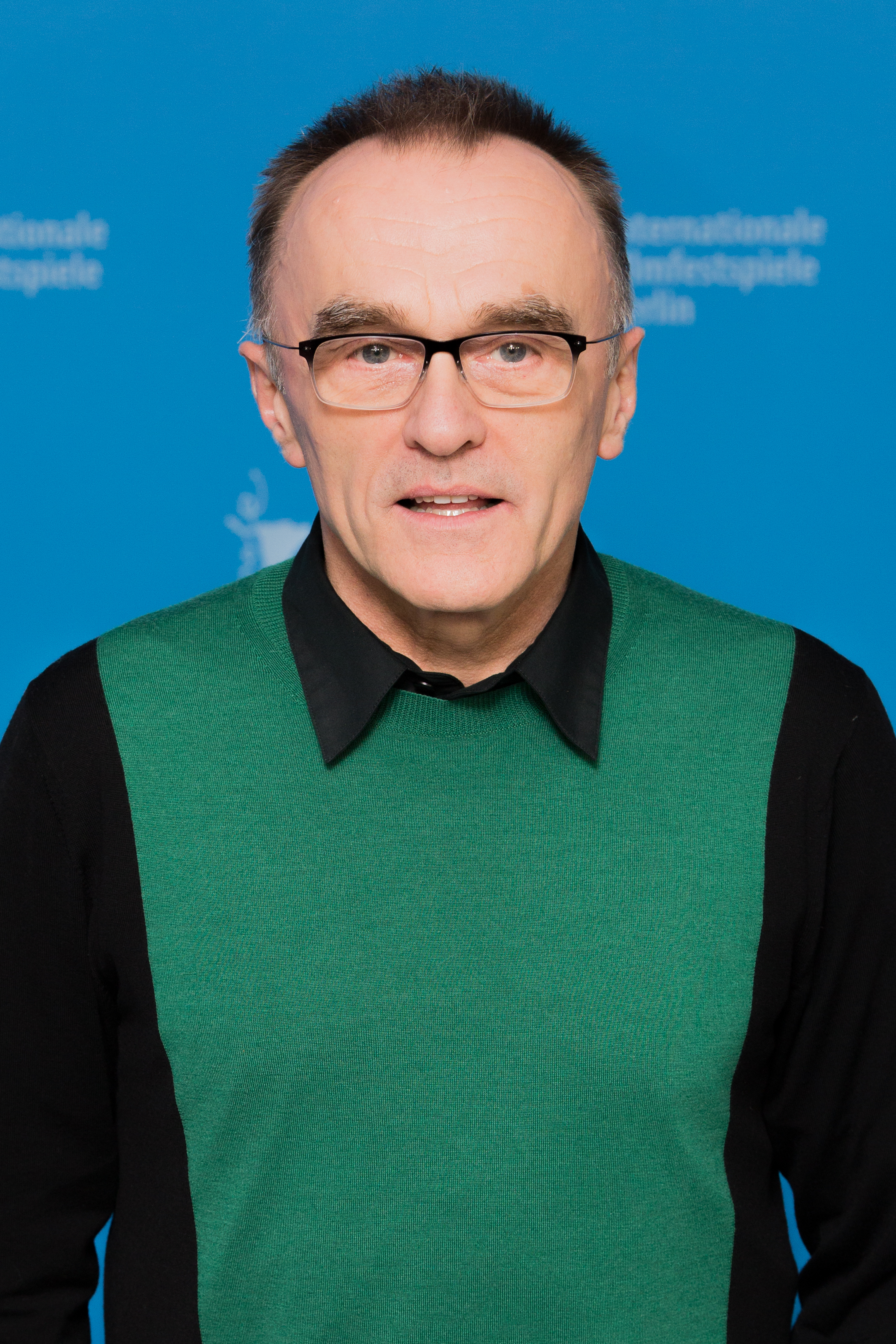
Le cinéaste anglais Danny Boyle remplace David Fincher, déjà réalisateur de The Social Network, précédent film du scénariste Aaron Sorkin.

### Genèse et développement
En octobre 2011, Sony Pictures Entertainment acquiert les droits du livre Steve Jobs de Walter Isaacson. Aaron Sorkin, qui est déjà l'auteur de The Social Network, est ensuite chargé d'écrire le scénario.
Courant 2012, un projet concurrent de film indépendant à petit budget est produit par Five Star Institute. Jobs, avec Ashton Kutcher, sort au cinéma en août 2013. En mai 2012, Aaron Sorkin confirme officiellement qu'il écrit le scénario et qu'il a demandé l'aide de Steve Wozniak, cofondateur d'Apple, pour les vérifications historiques sans jamais lui donner accès au scénario. En novembre 2012, le scénariste révèle la structure peu banale qu'il a choisi : « Tout le film ne sera composé que de trois scènes, chacune se déroulant en temps réel. À chaque fois, on se situera juste avant le lancement d'un produit, dans les coulisses de ce lancement : le premier sera le Mac, le second l'ordinateur NeXT (lancé après son départ d'Apple) et le troisième l'iMac ». Danny Boyle précise que le film est « un portrait fondé sur un patchwork de témoignages. »
Le développement du film est relancé, en février 2014, lorsque David Fincher entre en négociation pour réaliser le film. Cependant, il quitte le projet en avril 2014 pour différends artistiques,. D'après Aaron Sorkin, les deux principaux sujets d'inquiétude de Fincher furent le budget et le marketing (une inquiétude confirmée car le film a été mal vendu à travers le monde). Danny Boyle est alors engagé en remplacement. Après de nombreux rebondissements pour le choix de l'acteur principal (Christian Bale a quitté deux fois le film), c'est au tour du studio Sony Pictures d'abandonner le projet, en novembre 2014. Le film est finalement repris en main par Universal Pictures. Diverses pressions sont exercées sur l'ensemble du projet, entre autres par la femme de Steve Jobs : Danny Boyle précise même que « d'ailleurs, les gens Apple ne voulaient pas que notre film se fasse, que l'on touche à cette image de légende de pionnier ».

### Attribution des rôles
George Clooney et Noah Wyle étaient les choix de Sony pour incarner Steve Jobs. À l'arrivée de David Fincher comme réalisateur, ce dernier souhaite plutôt Christian Bale pour interpréter Jobs. À la suite du départ de David Fincher, Danny Boyle récupère le poste de réalisateur et envisage Leonardo DiCaprio. Alors qu'il avait accepté le rôle, Leonardo DiCaprio se retire finalement du projet en octobre 2014. Quelques jours plus tard, le nom de Christian Bale revient dans les négociations, avant d'être officiellement confirmé quelques jours plus tard, alors qu'étaient également évoqués Ben Affleck, Matt Damon, Bradley Cooper. Le scénariste Aaron Sorkin déclare alors « Nous voulions le meilleur acteur, dans une certaine limite d'âge, et le meilleur c'est Christian Bale ». Christian Bale quitte à nouveau le projet en novembre 2014 pour des raisons inconnues. Variety rapporte alors que Michael Fassbender est envisagé pour le remplacer. Puis sa présence dans le rôle principal est confirmée au début du tournage du film en janvier 2015
En octobre 2014, Seth Rogen est officialisé dans le rôle de Steve Wozniak, alors que Jessica Chastain est annoncée dans un rôle féminin principal. Natalie Portman est également annoncée, dans un rôle non spécifié, mais n'est finalement pas dans le film.

### Tournage

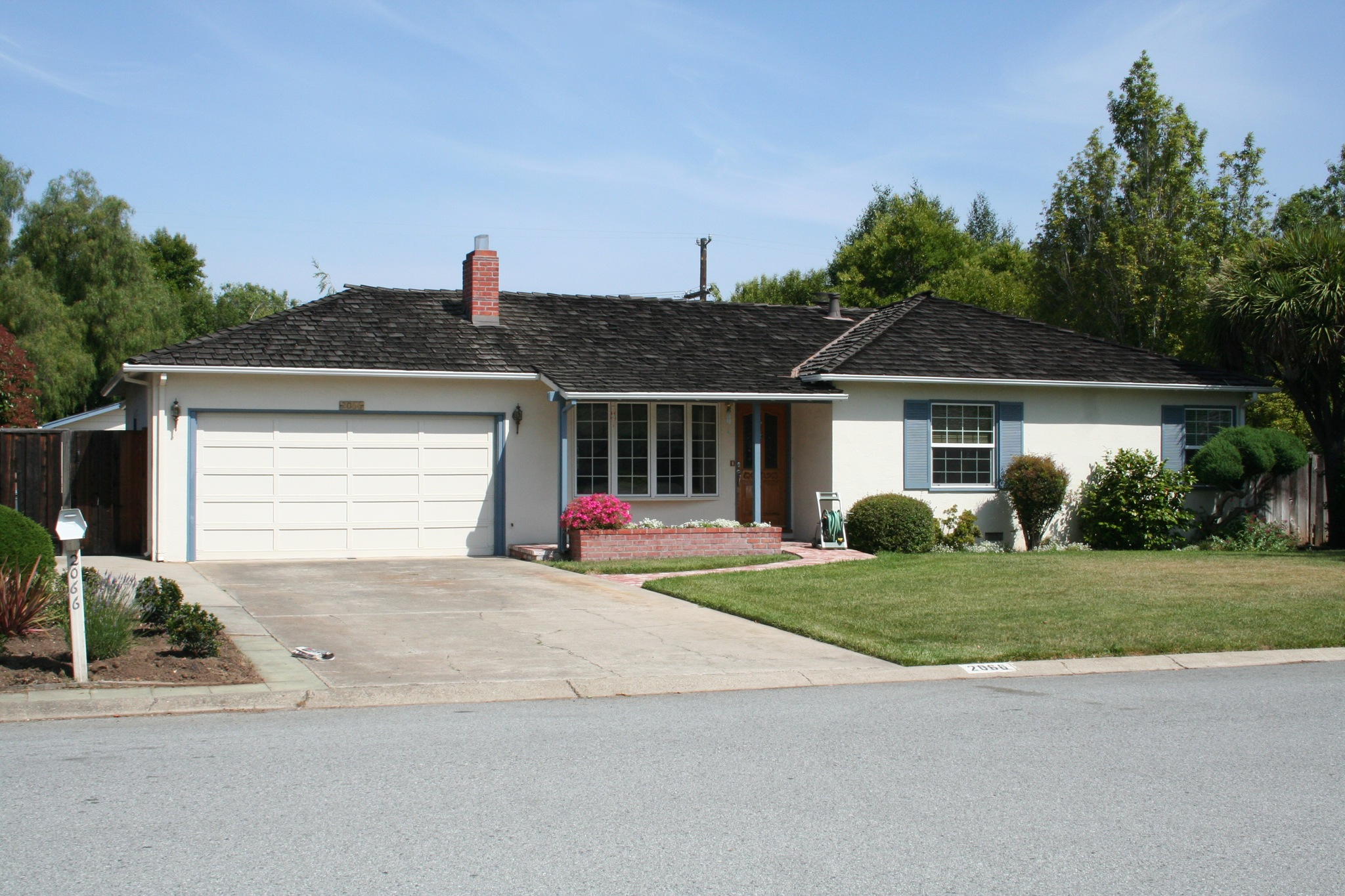
Le garage dans lequel Steve Jobs, Steve Wozniak et Ronald Wayne ont fondé Apple en 1976, à Los Altos.

Le tournage débute le 16 janvier 2015 dans la maison d'enfance de Steve Jobs à Los Altos en Californie. D'autres scènes sont tournées dans la baie de San Francisco, puis à Berkeley les 23 et 24 janvier 2015 dans le restaurant La Méditerranée,. Pour tourner la première partie situé en 1984, la production s'est rendu dans le même auditorium qui a servi à Steve Jobs pour le lancement du Macintosh 128K, dans le De Anza College. La deuxième partie a été tournée principalement au San Francisco Opera, alors que la troisième l'a été au Louise M. Davies Symphony Hall (en), également à San Francisco.
Pour distinguer chacune des trois parties, Danny Boyle et son directeur de la photographie Alwin H. Küchler ont eu l'idée d'utiliser trois types de format : le 16 mm pour 1984, le 35 mm pour 1988 et le digital (avec la caméra Arri Alexa) pour 1998. De plus, selon le souhait de Danny Boyle, le tournage s'est déroulé dans l'ordre chronologique. Chaque partie a été tournée indépendamment, avec trois semaines de répétitions avant le premier acte et deux semaines avant l'acte II et III. Le réalisateur explique : « Ça permet aux acteurs de se concentrer sur chaque acte séparément et sur la façon de parler, de s'habiller, sur l’état d’esprit de leur personnage à chacune de ces périodes de leur vie ».

### Musique
La musique du film est composée par Daniel Pemberton, qui a utilisé diverses techniques pour chaque partie du film. Pour la première partie se déroulant en 1984, il a ainsi utilisé des synthétiseurs de l'époque comme le Roland SH-1000 ou le Yamaha CS-80. Pour « coller » au décor de la seconde partie, tournée au San Francisco Opera, il propose une musique davantage épique. Finalement, pour la troisième partie, il a composé sur un logiciel sur son propre iMac,,,. Le réalisateur Danny Boyle explique quant à lui que le compositeur s'est inspiré du bruit des premiers ordinateurs pour la musique du premier acte, alors que « le second est également un air d'opéra mais il est plus pesant, escaladant jusqu’à l’affrontement musclé qui conclut ce chapitre ». Le réalisateur décrit le troisième acte comme « beaucoup plus épuré et élégant, à l’image des créations de Steve Jobs ». L'album commercialisé par Back Lot Music contient par ailleurs des chansons non originales de Bob Dylan, The Maccabees et The Libertines.

#### Liste des titres
| 1.    | The Musicians Play Their Instruments?                        | 1:04 |
| 2.    | It's Not Working                                             | 3:44 |
| 3.    | Child (Father)                                               | 1:49 |
| 4.    | Jack It Up                                                   | 3:59 |
| 5.    | The Circus of Machines I (Overture)                          | 2:58 |
| 6.    | Russian Roulette                                             | 1:46 |
| 7.    | Change the World                                             | 5:09 |
| 8.    | The Skylab Plan                                              | 5:01 |
| 9.    | Don't Look Back into the Sun (interprété par The Libertines) | 3:01 |
| 10.   | …I Play the Orchestra                                        | 2:22 |
| 11.   | The Circus of Machines II (Allegro)                          | 4:30 |
| 12.   | Revenge                                                      | 9:38 |
| 13.   | Rainy Day Women#12 & 35 (interprété par Bob Dylan)           | 4:37 |
| 14.   | It's an Abstract                                             | 2:27 |
| 15.   | Life Out of Balance                                          | 4:06 |
| 16.   | I Wrote Ticket to Ride                                       | 2:59 |
| 17.   | The Nature of People                                         | 4:04 |
| 18.   | 1998. The New Mac                                            | 2:10 |
| 19.   | Father (Child)                                               | 3:27 |
| 20.   | Remember                                                     | 4:11 |
| 21.   | Grew Up at Midnight (interprété par The Maccabees)           | 4:00 |
| 22.   | Shelter from the Storm (interprété par Bob Dylan)            | 5:02 |
| 82:04 |                                                              |      |

## Accueil

### Accueil critique
Sur l'agrégateur américain Rotten Tomatoes, le film récolte 85 % d'opinions favorables pour 310 critiques. Sur Metacritic, il obtient une note moyenne de 82⁄100 pour 45 critiques.
En France, le site Allociné propose une note moyenne de 3,8⁄5 à partir de l'interprétation de critiques provenant de 37 titres de presse.
L'Obs écrit du film que celui-ci est « mieux qu'un biopic, Steve Jobs est le portrait complexe, peu flagorneur et sans pincettes du magnat d'Apple » et souligne que Danny Boyle « signe là son meilleur film, au rythme d'une screwball comedy suprêmement dialoguée et interprétée ». De son côté, Pierre Murat pour Télérama donne une critique très positive du long-métrage, en écrivant : « Le génial scénariste Aaron Sorkin fait de Steve Jobs un de ces monstres fascinants et terribles comme le cinéma les aime ». Le Daily Telegraph donne la note de quatre étoiles sur cinq.

### Box-office
Le film est un échec au box-office avec seulement 34 millions de dollars de recettes mondiales, pour un budget de production presque équivalent.
| Pays ou région    | Box-office      | Date d'arrêt du box-office | Nombre de semaines |
| ----------------- | --------------- | -------------------------- | ------------------ |
| États-Unis Canada | 17 766 658 $    | 10 décembre 2015           | 9                  |
| France            | 167 868 entrées |                            |                    |
| Mondial           | 34 441 873 $    | -                          | -                  |

## Distinctions

### Récompenses
- Golden Globes 2016 : 
  - Meilleure actrice dans un second rôle pour Kate Winslet
  - Meilleur scénario pour Aaron Sorkin
- BAFTA Award 2016 de la meilleure actrice dans un second rôle pour Kate Winslet

### Nominations
- Golden Globes 2016 :
  - Meilleur acteur dans un film dramatique pour Michael Fassbender
  - Meilleure musique de film pour Daniel Pemberton
- Screen Actors Guild Awards 2016 :
  - Meilleur acteur pour Michael Fassbender
  - Meilleure actrice dans un second rôle pour Kate Winslet
- Oscars 2016 (cérémonie le 28 février 2016) :
  - Meilleur acteur pour Michael Fassbender
  - Meilleure actrice dans un second rôle pour Kate Winslet

## Analyse
Le film, outre le rapport avec la marque à la pomme, reste également centré sur les relations de Jobs avec sa fille Lisa. Il montre également comment Wozniak est mis à l'écart de la légende de Steve Jobs. « L'inévitable morale familialiste », comme l'écrit L'Obs, avec la fin en happy end, est reprochée par plusieurs personnes. Bob Dylan revient de façon récurrente dans le film.